# André Resampa
Dans le nom malgache Resampa André, le nom de famille précède le prénom, mais cet article utilise l’ordre habituel en français André Resampa, où le prénom précède le nom.
André Resampa le 24 juin 1924 à Mandabe dans la région de Menabe et mort le 17 mai 1993, est un homme politique malgache.

## Biographie

### Vie personnelle
André Resampa , un Côtier d’origine Sakalava-Bara, il passe sa scolarité à Morondava sur la côte Sud-Ouest. Puis, il a continué ses études à l'école le Myre de Villers, une prestigieuse école qui forme les élites et les futurs cadres indigènes de Madagascar. Il a obtenu un licence en droit.

### Carrière professionnelle
Il a débuté en tant qu' écrivain-interprète, puis il a Mahabo, puis il a servi dans la judice.Il a travaillé au tribunal de la paix de Belo Tsiribihina, puis à Morondava comme secrétaire de parquet de cadre supérieur, Greffier en chef au tribunal de la paix de Maintirano.

### Vie politique
En 1946, il adhère au MDRM . En 1952, élu conseiller à l'assemblée provinciale de Tuléar, il fait la connaissance de Philibert Tsiranana.
l s’engage en politique en 1952 aux côtés de Philibert Tsiranana. Il cofonde en 1956 avec ce dernier le Parti social-démocrate (PSD). En 1957, réélu au conseil provincial de Tuléar, il accède à l'assemblée representative au côté de BOTOKEKY, LODA, DUBLOIS et DESCARREGA. a En 1959, il participe aux négociations d'indépendance de Madagascar.
Occupant les fonctions de ministre de l'Intérieur et de secrétaire-général du PSD, il est l’homme fort de l’administration de Tsiranana, et le leader de la gauche PSD. Il est ainsi le successeur attendu du président, d’autant qu’il devient en 1970 premier vice-président. Mais en 1971, Tsiranana mal conseillé, l’écarte du pouvoir puis le fait arrêter pour atteinte à la « sécurité de l'État », sous prétexte de complot dont il reconnaîtra ultérieurement l’inexistence.
Libéré à la suite du mai malgache qui emporte le régime de Tsiranana, il crée l'Union socialiste malgache (USM) qui adhère à l'Internationale socialiste. Puis, après sa réconciliation avec Tsiranana, il fonde le Parti socialiste malgache (par fusion du PSD et de l'USM) en 1974. Accusé d’être impliqué dans le coup d'État avorté de décembre 1974 puis l’assassinat du président Ratsimandrava en février 1975, il bénéficie d’un « non-lieu ».
En 1983, il rejoint le VONJY, une scission du PSD créée le 2 mars 1973 qui de 1975 à 1992 est une tendance du parti unique Front national pour la défense de la Révolution (FNDR). Il devient alors député à l’Assemblée nationale populaire. Il décède le 17 mai 1993 à (Madagascar) à l'âge de 68 ans.

## Postes
- Conseiller provincial de Tuléar (1957-1971)
- Ministre de l'Éducation, de la Jeunesse et des Affaires sociales (1957-1959)
- Ministre de l'Intérieur (1960-1971)
- Premier vice-président (1970-1971)
- Ministre de l'Agriculture (1992-1993)
- Maire de Morondava(1983-1987)